# بيتر موريس
بيتر موريس (بالإنجليزية: Peter Morris)‏ (8 نوفمبر 1943 في المملكة المتحدة - ) هو مدرب كرة قدم ولاعب كرة قدم بريطاني في مركز الوسط. لعب مع إيبسويتش تاون ونادي بيتربورو يونايتد ونورويتش سيتي ونادي مانسفيلد تاون.

## وصلات خارجية
- بيتر موريس على موقع قاعدة بيانات كرة القدم.إي يو (الإنجليزية)